# Atletismo nos Jogos Pan-Americanos de 2011 - 3000 m com obstáculos masculino
A competição dos 3000 m com obstáculos masculino foi um dos eventos do atletismo nos Jogos Pan-Americanos de 2011, em Guadalajara. Foi disputada no Estádio Telmex de Atletismo no dia 28 de outubro.

## Calendário
Horário local (UTC-6).
| Data          | Horário | Fase  |
| ------------- | ------- | ----- |
| 28 de outubro | 17:05   | Final |

## Medalhistas
| Ouro   | VEN José Peña            |
| Prata  | BRA Hudson de Souza      |
| Bronze | CUB José Alberto Sánchez |

## Recordes
Recordes mundial e pan-americano antes da disputa dos Jogos Pan-Americanos de 2011.
| Tipo                             | Atleta                | Tempo   | Local         | Data                  |
| -------------------------------- | --------------------- | ------- | ------------- | --------------------- |
|                                  | Saif Saaeed Shaheen   | 7:53.63 | Bruxelas      | 3 de setembro de 2004 |
| Recorde dos Jogos Pan-Americanos | Wander do Prado Moura | 8:14.41 | Mar del Plata | 22 de março de 1995   |

## Resultados

### Final
| Pos.              | Nome                 | País               | Tempo   | Obs. |
| ----------------- | -------------------- | ------------------ | ------- | ---- |
| Medalha de ouro   | José Peña            | VEN Venezuela      | 8:48.19 |      |
| Medalha de prata  | Hudson de Souza      | BRA Brasil         | 8:48.75 |      |
| Medalha de bronze | José Alberto Sánchez | CUB Cuba           | 8:49.75 |      |
| 4                 | Donald Cowart        | USA Estados Unidos | 8:49.97 |      |
| 5                 | Marvin Blanco        | VEN Venezuela      | 8:50.85 |      |
| 6                 | Derek Scott          | USA Estados Unidos | 8:55.03 |      |
| 7                 | Mario Bazan          | PER Peru           | 8:56.31 |      |
| 8                 | José Bañales         | MEX México         | 9:02.78 |      |
| 9                 | Enzo Yañez           | CHI Chile          | 9:07.63 |      |
| 10                | Mariano Mastromarino | ARG Argentina      | 9:09.42 |      |
|                   | Cristian Patiño      | ECU Equador        | DNF     |      |
|                   | Yosvany Rodríguez    | CUB Cuba           | DNF     |      |
|                   | Alexander Greaux     | PUR Porto Rico     | DNS     |      |

Legenda
| Recorde mundial                  | Recorde mundial (World record)               |                       | Recorde africano                      | Recorde africano (African) |                                           | Q | Classificado por posição (Qualified) |
| Recorde dos Jogos Pan-Americanos | Recorde pan-americano (Pan-American record)  | Recorde da América    | Recorde da América (Americas)         | q                          | Classificado por melhor tempo (Qualified) |   |                                      |
| Melhor marca do ano              | Melhor marca do ano (World leading)          | Recorde asiático      | Recorde asiático (Asian)              | DNS                        | Não largou (Did not start)                |   |                                      |
| Recorde nacional                 | Recorde nacional (National record)           | Recorde europeu       | Recorde europeu (European)            | DNF                        | Não terminou (Did not finish)             |   |                                      |
| Recorde pessoal                  | Recorde pessoal do atleta (Personal best)    | Recorde da Oceania    | Recorde da Oceania (Oceania)          | DSQ / DQ                   | Desclassificado (Disqualified)            |   |                                      |
| Recorde da temporada             | Recorde da temporada do atleta (Season best) | Recorde sul-americano | Recorde sul-americano (South America) | NM                         | Sem marca (No mark)                       |   |                                      |